# Fosfovanadilita-Ca
La fosfovanadilita-Ca és un mineral de la classe dels fosfats.

## Característiques
La fosfovanadilita-Ca és un fosfat de fórmula química Ca[V4+₄P₂O₁₂(OH)₄]·12H₂O. Va ser aprovada com a espècie vàlida per l'Associació Mineralògica Internacional l'any 2012. Cristal·litza en el sistema isomètric. La seva duresa a l'escala de Mohs és 2.
Les mostres que van servir per a determinar l'espècie, el que es coneix com a material tipus, es troben conservades a les col·leccions mineralògiques del Museu d'Història Natural del Comtat de Los Angeles, a Los Angeles (Califòrnia) amb els números de catàleg: 63578, 63579, 63580, 63581 i 63582.

## Formació i jaciments
Va ser descoberta a la mina de fosfat South Rasmussen Ridge, situada a Soda Springs, dins el comtat de Caribou (Idaho, Estats Units), on es troba en forma de petits cubs, fent intercreixements en crostes. Aquesta mina estatunidenca és l'únic indret de tot el planeta on ha estat descrita aquesta espècie mineral.